# 庞加莱-本迪克松定理
在数学中，庞加莱-本迪克松定理是一个关于二维平面上的连续动力系统的轨道的变化趋势的定理。

## 简介
庞加莱-本迪克松定理说明了：如果在二维的平面上的连续动力系统的某一个解的轨道被限制在一个紧区域内，那么在时间足够长之后，这个轨道要么逼近某一个奇点，要么逼近某一个周期轨道（极限环）。因此，一维或者二维平面上的连续动力系统是不可能出现混沌现象的。混沌现象只可能出现在三维或以上维数空间上的连续动力系统中。但是要注意的是：庞加莱-本迪克松定理对离散动力系统不适用，也就是说混沌现象有可能在二维甚至一维的离散动力系统中发生（事实上的确如此）。
这个定理最早由庞加莱提出，但最初的版本比现在要弱，而且庞加莱本人并没有给出一个完整的证明。本迪克松给出了现在的定理和完整的证明。
给定一个在二维平面上的单连通开集上定义的可微实值动力系统，则任意轨道的非空紧α-极限集合（或ω-极限集合），如果不包含奇点的话，都是周期轨道。
动力系统定义在二维平面上的条件是必须的。在环面上，非周期的递归轨道是可能存在的。

## 叙述
在下文中，Ω表示 R2 中的一个开集，f 是一个定义在 Ω 上的向量场，其值域在 R2 中，并且连续可微。自治微分方程 (1) 定义如下：
设函数 s(t) 是一个定义在 R 的关于方程 (1) 的最大解。所谓的最大解，是指函数 s 定义在一个区间 I 上，并且没有任何其它定义在区间 J 上的函数 r，使得区间 J 严格包含 I，r 与 s 在 I 上重合，并且 r 也是 (1) 的解（关于最大解的存在性和唯一性，参见柯西-利普希茨定理）。
| 庞加莱-本迪克松定理 ： 如果 s 的值域是在 Ω 上的一个紧集 K 上，那么或者它的值趋于一个极限，也就是说轨道趋于一个点（称为奇点）；或者它的轨道逼近于一个周期函数的轨道（这个轨道称为极限环）。 |

## 应用
庞加莱-本迪克松定理的一个重要推论是二维平面上的动力系统不能产生奇异吸引子，如果系统内存在一个奇异吸引子，那么它可以在相空间内被一个有界封闭的区域包住。当这个包围的区域足够小的时候，区域里面将不会有任何稳定点。但根据庞加莱-本迪克松定理，这个区域里的 C 将不会是一个奇异吸引子，因为它要么是一个极限环，要么逼近于一个极限环。